# Ігри (Доктор Хаус)
«Ігри» (англ. Games)  — дев'ята серія четвертого сезону американського телесеріалу «Доктор Хаус». Прем'єра епізоду проходила на каналі FOX 27 листопада 2007року. Доктор Хаус і його нова команда мають врятувати рокера, який намагається вбити себе неправильним способом життя, але в минулому він писав фольк музику і продовжує любити дітей.

## Сюжет
Готуючись до концерту в клубі у рокера Джиммі Куіта починається блювання з кров'ю, невдовзі він непритомніє. В швидкій лікарі розуміють, що у нього жар, анемія, атларгія, втомленість, ознаки емфіземи, також він іноді сам себе ріже. Дізнавшись, що чоловік курить, п'є і приймає наркотики Хаус вирішив взяти цю справу для команди. Він має залишити двох з чотирьох. Хаус дає можливість кожному зробити декілька аналізів. Першою стає Ембер, вона пропонує зробити бронхоскопію, але Джиммі вирішує покурити в туалеті, що псує аналіз. Згодом Ембер вирішує провести біопсію легенів, але Тауб помічає, що палець пацієнта посинів, що вказує на тромб.
Тринадцята вважає, що у чоловіка малярія і Хаус передає їй змогу робити аналізи. Проте Джиммі тікає з палати і команда знаходить його у кімнаті для дітей. Під час показу вистави пацієнт знову непритомніє. Аналіз на малярію негативний, але Тринадцята і Катнер розуміють, що кров чимось заражена. Хаус знаходить у куртці друга Джимма шприц, що говорить проте, що обидва кололися одним шприцом, від чого у Джимма почалось відторгнення чужої крові. Невдовзі у пацієнта трапляється зупинка дихання, через новоутворені тромби. Катнер пропонує зробити УЗД, щоб виявити хронічну емболію легенів. Хаус передає змогу вирішувати Катнеру. Тест виявляється негативним, але команда дізнається, що навколо серця пацієнта з'явилися дивні новоутворення.
Тауб думає, що судина могла переплестись навколо трахей і погіршити здатність нормально дихати. Хаус передає йому «жезл могутності». Зробити сканування не можливо через те, що у чоловіка ломка після наркотиків і він не може спокійно лежати. Тауб і Хаус просять Чейза зробити операцію на серці і подивитись, чи будова судини винна у хворобі чоловіка. Чейз погоджується, але під час операції Джиммі стає ще гірше. Команда вирішує перевірити наркотики, але не знаходить дилера. Згодом Катнер повідомляє, що Джиммі працює волонтером в дитбудинку, що надихає Хауса на думку про кір. Хаус просить у Кадді дозвіл на біопсію мозку, але вона дасть дозвіл лише після того, як у пацієнта трапиться напад, що буде вказувати на неврологічні проблеми. Хаус вирішує дати послухати Джиммі його ж музику. У пацієнта починається напад і йому роблять біопсію.
Хаус залишає Тауба та Катнера і звільняє Ембер у Тринадцяту. Проте у команді Хауса вже є Форман, який також чоловік. Через це Кадді вимагає, щоб Хаус найняв жінку. Він погоджується найняти Тринадцяту і тим самим виграє війну з Кадді, яка дозволяла залишити лише двох. Тепер у команді Хауса чотири члени.

## Цікавинки
- Вілсон розуміє, що поставив своєму пацієнту хибний діагноз і він не помре від аденокарциноми. Проте чоловіку був вигідний цей діагноз і він вирішив подати на доктора в суд.